# Uniformrock

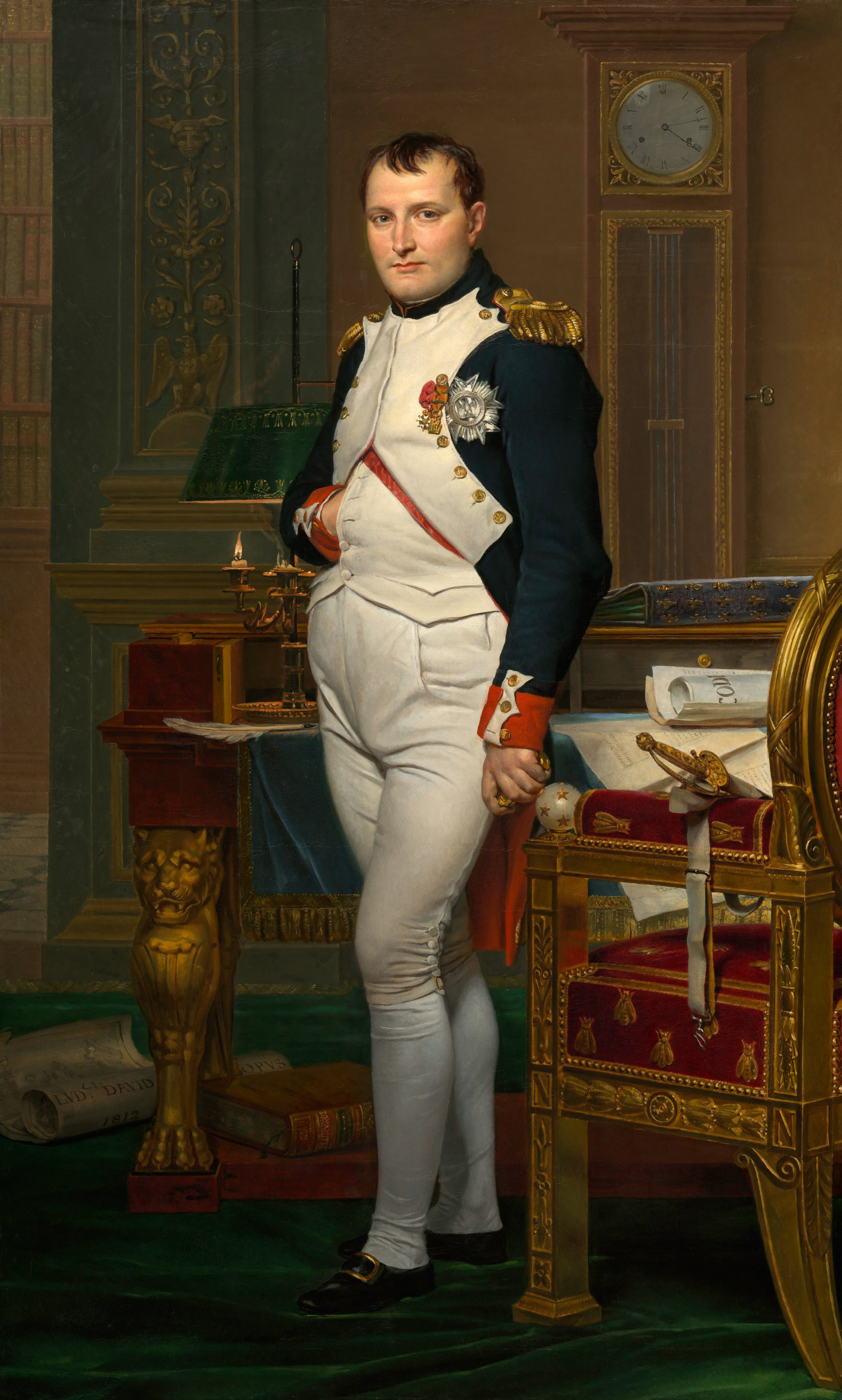
Napoleon im blauen Uniformrock des 1er régiment de grenadiers à pied de la Garde impériale (Gemälde von Jacques-Louis David, 1812)

Ein Uniformrock, auch Waffenrock, ist die Jacke einer Uniform. Der Begriff wird meist nur für historische Uniformen verwendet. Als Bunter Rock  wurde er Synonym für die militärische Uniform an sich. Auch die Bezeichnung Rotrock für britische Soldaten leitet sich davon ab.

## Uniformrock im engeren Sinn

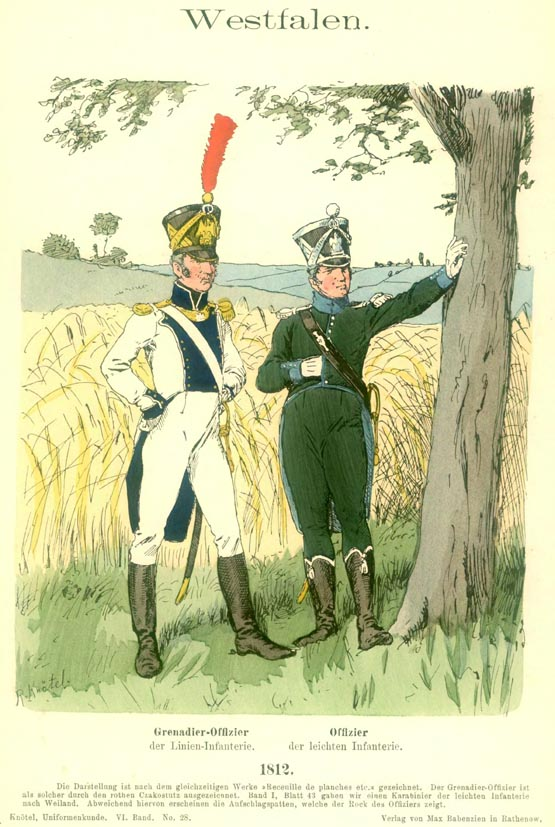
Heer des Königreichs Westphalen (1812): Grenadieroffizier im Westenrock, Offizier der Leichten Infanterie im Leibrock (Farbtafel von Richard Knötel)

Beim Uniformrock im engeren Sinn handelt es sich ursprünglich um einen barocken Rock (Justaucorps), bestehend aus Oberteil und angenähten Schößen, der über Hemd und Weste getragen wurde. Ab dem frühen 18. Jahrhundert wurden die Rockschöße frackähnlich beidseitig umgeschlagen. Schoßum- und Ärmelaufschläge, Kragen sowie Rabatten (Brustaufschläge) waren meist in Abzeichenfarbe gehalten. Im Rokoko wurde er immer enger geschnitten, so dass er vorne offen getragen wurde und die Schöße nach hinten wanderten. Ende des 18. Jahrhunderts wurden Stehkragen eingeführt. In den Koalitionskriegen wurden die Rabatten nach vorne so verlängert, dass sie einen Plastron bildeten und der Rock im Brustbereich wieder ganz geschlossen werden konnte. Da die Weste so überflüssig geworden war, lautete die Bezeichnung, speziell im napoleonischen Frankreich und bei dessen Verbündeten, Westenrock oder Kurtka (bei Ulanen). Entfielen die Rabatten, sprach man vom einreihigen Leibrock (auch Surtout) oder vom zweireihigen Kollett. Bei der Marine war der Spenzer üblich. Im Lauf der Zeit verschwanden die Rabatten fast überall, insbesondere bei den Ulanen hielt man jedoch an ihnen fest.

## Waffenrock

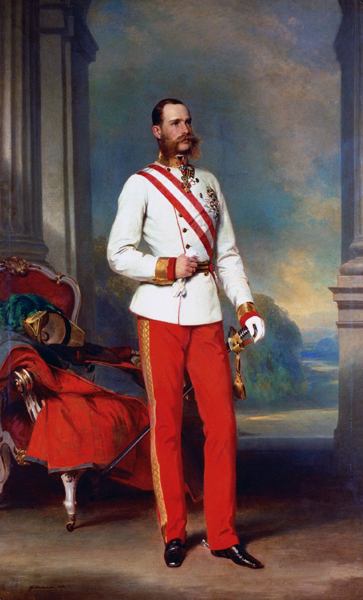
Franz Joseph I. im weißen Waffenrock eines k.u.k. Feldmarschalls (Gemälde von Franz Xaver Winterhalter)

Der Zivilmode (Gehrock) folgend ersetzte 1843 zunächst im preußischen Heer und später auch in allen westlichen Armeen der Waffenrock Kolett bzw. Spenzer. Er hatte mittellange Schöße, die nicht mehr umgeschlagen waren, so dass er auf Vorder- und Hinterseite gleich lang war. Im Lauf der Zeit erhielt der Waffenrock kürzere Schöße, Brust- und Seitentaschen sowie statt des Stehkragens umgelegte oder offene Krägen. Für verschiedene Gattungen der Kavallerie gab es Sonderformen: für Husaren die Attila, für Ulanen die Ulanka und für Kürassiere und Teile der preußischen Jäger zu Pferde den Koller.